# Fernand Niel
Pour les articles homonymes, voir Niel.
Enest Jules Fernand Niel, né le 4 septembre 1903 à Béziers et mort le 15 décembre 1985 à Paris 16e, est un écrivain français, qui s'est particulièrement intéressé au Catharisme et au mégalithisme.

## Biographie
Ses thèses sur le Catharisme sont controversées parmi la communauté des historiens. À titre d'exemple, Fernand Niel considère Montségur comme le dernier temple solaire, thèse qu'il ne fonde sur aucune source écrite. Il considère également les Cathares comme les héritiers des religions manichéennes de la Perse ancienne. Des travaux historiques plus récents montrent, au contraire, que le Catharisme s'inscrit dans un mouvement de retour aux Evangiles (prioritairement de Jean) essaimant dans toute l'Europe à partir du XIe siècle.

## Publications
- Le Pog de Montségur - Toulouse - Institut d'études occitanes (1949)
- Albigeois et Cathares - PUF : coll. « Que sais-je ? » : 1955 (2010 : 18e édition)
- Dolmens et menhirs - PUF : coll. « Que sais-je ? » : 1958 (1977 : 5e édition)
- Quéribus : la dernière forteresse cathare - Editions Robert Laffont : coll. Les Enigmes de l'univers (1988)
- Les Cathares de Montségur - Editions Robert Laffont (1976), Editions Seghers (1978)
- La Civilisation des mégalithes, Editions Plon (1970)
- Connaissance des mégalithes, Editions Robert Laffont (1976)